# Spencer Turrin
Spencer Turrin OAM (* 29. August 1991 in Maitland) ist ein australischer Ruderer, der 2021 Olympiasieger im Vierer ohne Steuermann wurde.

## Sportliche Karriere
Spencer Turrin begann 2005 mit dem Rudersport. Er belegte mit dem australischen Achter den siebten Platz bei den U23-Weltmeisterschaften 2011, 2012 gewann er mit dem Achter die Bronzemedaille. In der Erwachsenenklasse startete er ab 2013 im Vierer ohne Steuermann. 2013 gewann der australische Vierer die ersten beiden Weltcup-Regatten und belegte beim dritten Rennen den zweiten Platz hinter dem US-Vierer. Bei den Weltmeisterschaften siegte der niederländische Vierer vor den Australiern mit William Lockwood, Alexander Lloyd, Spencer Turrin und Joshua Dunkley-Smith; der US-Vierer erhielt die Bronzemedaille. Bei den Weltmeisterschaften 2014 siegte der britische Vierer vor dem US-Boot, dahinter erhielten Fergus Pragnell, Dunkley-Smith, Turrin und Lloyd die Bronzemedaille. 2015 gewann der italienische Vierer den Titel bei den Weltmeisterschaften vor William Lockwood, Joshua Dunkley-Smith, Spencer Turrin und Alexander Hill. Bei den Olympischen Spielen 2016 traten Turrin und Alexander Lloyd im Zweier ohne Steuermann an und belegten den sechsten Platz.
In der nacholympischen Saison 2017 ruderte Turrin erfolgreich im Vierer und Achter beim Ruder-Weltcup. Bei den Weltmeisterschaften in Florida ging er mit im Vierer ohne Steuermann mit Joshua Hicks, Jack Hargreaves und Alexander Hill an den Start und gewann die WM-Goldmedaille. 2018 siegte der australische Vierer in der gleichen Besetzung wie im Vorjahr bei den Weltcup-Regatten in Linz und Luzern und auch bei den Weltmeisterschaften in Plowdiw. Bei den Weltmeisterschaften 2019 trat Turrin mit dem Achter an und belegte den vierten Platz. 2021 bei den Olympischen Spielen in Tokio siegte der australische Vierer ohne Steuermann mit Alexander Purnell, Spencer Turrin, Jack Hargreaves und Alexander Hill mit 0,37 Sekunden Vorsprung vor den Rumänen. Im Jahr darauf gewannen Purnell, Turrin, Hargreaves und Joseph O’Brien bei den Weltmeisterschaften 2022 die Silbermedaille hinter dem britischen Vierer. 2023 in Belgrad belegten Purnell, Turrin, Hargreaves und Hill den fünften Platz im Vierer. 2024 wechselten alle außer Hill in den Achter, der bei den Olympischen Spielen 2024 in Paris den sechsten Platz belegte.
Der 1,90 m große Spencer Turrin rudert für den Sydney Rowing Club.
Für seine Verdienste um den Sport als Goldmedaillengewinner bei den Olympischen Spielen 2020 in Tokio wurde er 2022 mit der Medaille des Order of Australia ausgezeichnet.